# スカイロボット
株式会社スカイロボット（英: SKYROBOT, Inc.）は東京都千代田区丸の内に事業所を置き、ドローンを用いた総合サービス事業を展開するベンチャー企業である。

## 概要
株式会社スカイロボットは、ドローンの販売・サービス・スクールを行うドローンベンチャー企業である。
主な事業内容はドローン本体の販売と産業用ドローンを用いたB2Bサービスである。
B2Bサービスにおいては、ドローンによる農薬散布や太陽光パネルの異常検出・解析、野生動植物、山林および農地等の観察調査のほか、ドローンと赤外線カメラを用いた外壁・インフラ点検業務を行っている。
また、「DS・J」（ドローンスクールジャパン）の運営およびツアーイベントの企画・開催も行っている。

## 事業所
- 東京都千代田区丸の内